# Kicking Against the Pricks
Kicking Against the Pricks es el tercer álbum de estudio del grupo australiano Nick Cave and the Bad Seeds, publicado por la compañía discográfica Mute Records en agosto de 1986.
El álbum, un disco de versiones de otros artistas, marcó el debut de Thomas Wydler como batería de The Bad Seeds, aumentando la formación a cinco miembros junto a Cave. Sobre la selección de canciones, Cave dijo: «Todas fueron grabadas por diferentes razones. Básicamente, hicimos una lista de canciones e intentamos tocarlas. También ensayamos canciones de The Loved Ones y The Saints y toda esa clase de gente que al final nunca entraron en el disco. Algunas canciones son tributos, como las de Tom Jones, sin embargo otras piezas no pensamos hacerlas y al final quedaron. Otras canciones las hicimos porque me persiguieron durante toda mi infancia, como por ejemplo "The Carnival is Over", que siempre me gustó».
El título del álbum hace referencia a un pasaje de la Biblia del rey Jacobo: «I am Jesus whom thou persecutest: it is hard for thee to kick against the pricks» (Hechos de los Apóstoles, 9:5, 22:8b y 26:14). La frase a la que hace referencia el título del álbum está omitida en versiones modernas de la Biblia, aunque aún se referencia en los Hechos, 26:14, cuando Jesucristo dice: «Saul Saul, why are you persecuting me? It is hard for you kick against the goad» (en español: «Saulo, Saulo, ¿por qué me persigues? Dura cosa te es dar coces contra el aguijón»).
La orquestación fue dirigida por Mick Harvey e interpretada por la Berliner Kaffeehausmusik Ensemble.

## Reediciones
El 27 de abril de 2009, Mute Records reeditó una versión remasterizada de Kicking Against the Pricks en formato CD/DVD, junto a los tres primeros discos de The Bad Seeds. El CD incluyó la lista original de canciones de la edición en vinilo, mientras que «Black Betty» y «Running Scared» fueron incluidas como temas de audio extra en el DVD.

## Lista de canciones
| N.º | Título                                      | Escritor(es)                 | Duración |  |
| 1.  | «Muddy Water»                               | Phil Rosenthal               | 5:15     |  |
| 2.  | «I'm Gonna Kill That Woman»                 | John Lee Hooker              | 3:44     |  |
| 3.  | «Long Black Veil»                           | Dany Dill, Marijohn Wilkin   | 3:46     |  |
| 4.  | «Sleeping Annaleah»                         | Mickey Newbury, Dan Folger   | 3:18     |  |
| 5.  | «Hey Joe»                                   | Billy Roberts                | 3:56     |  |
| 6.  | «The Singer»                                | Johnny Cash, Charlie Daniels | 3:09     |  |
| 7.  | «Black Betty» (Solo en la edición en CD)    | Tradicional                  | 2:33     |  |
| 8.  | «Running Scared» (Solo en la edición en CD) | Roy Orbison, Joe Melson      | 2:07     |  |
| 9.  | «All Tomorrow's Parties»                    | Lou Reed                     | 5:52     |  |
| 10. | «By the Time I Get to Phoenix»              | Jimmy Webb                   | 3:39     |  |
| 11. | «The Hammer Song»                           | Alex Harvey                  | 3:50     |  |
| 12. | «Something's Gotten Hold of My Heart»       | Roger Greenaway, Roger Cook  | 3:44     |  |
| 13. | «Jesus Met the Woman at the Well»           | Tradicional                  | 2:00     |  |
| 14. | «The Carnival Is Over»                      | Tom Springfield              | 3:16     |  |

## Personnel
- Barry Adamson: bajo (1,3,4,6,9,10,11,12,13,14), coros (1,3,4,12) y voz (13,14)
- Blixa Bargeld: guitarra (1,2,9,10,11,14), guitarra slide (3,4), coros (4) y voz (9,13,14)
- Dawn Cave: violín en "Muddy Water"
- Nick Cave: voz (1,2,3,4,5,6,7,8,9,10,11,12,13,14), órgano (1,5) y piano (1)
- Mick Harvey: piano (1,3,5,9,10,12,14), coros (1,3,4,12), bajo (2), batería (2,5,7,8), guitarra acústica (3,4), guitarra (6,9,13), voz (9,13,14), órgano (11), vibráfono (12)
- Rowland S. Howard: voz (9), órgano (10) y guitarra (10)
- Tracy Pew: bajo (5,7,8)
- Hugo Race: guitarra (2,4,5,7,8,13)
- Thomas Wydler: batería (1,3,6,9,10,11,12,13,14), tempo (2) y percusión (4)